# بن جانسون (بازیکن فوتبال)
بن جانسون (انگلیسی: Ben Johnson؛ زادهٔ ۲۴ ژانویهٔ ۲۰۰۰) بازیکن فوتبال اهل بریتانیا است.
از باشگاه‌هایی که در آن بازی کرده‌است می‌توان به باشگاه فوتبال وستهام یونایتد اشاره کرد.